# Aimé Duval

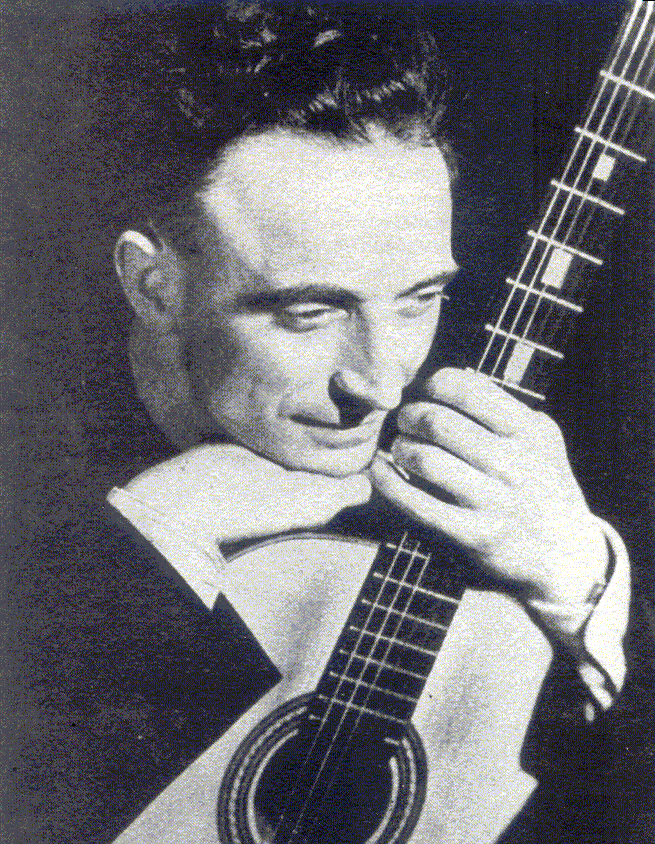
Aimé Duval (1918–1984)

Aimé Duval SJ (* 30. Juni 1918 in Le Val-d’Ajol, Arrondissement Épinal, Département Vosges, Region Lothringen, Frankreich; † 30. April 1984 in Metz) war ein Verfasser zahlreicher religiöser Chansons. Aimé („Geliebter“) ist kein Ordens-, sondern ein Übername, der zum Künstlernamen wurde.

## Leben
1918 wurde er als Lucien Duval in Le Val-d’Ajol (Vogesen) geboren; getauft wurde er in Plombières. Nach einigen Jahren Volksschule besuchte er ab 1930 im Alter von 12 Jahren ein von Jesuiten geleitetes Studienkolleg in Brüssel, damals bereits mit dem Wunsch, Priester zu werden. In dieser Studienzeit schrieb er ein erstes Chanson. 1936 trat er dem Jesuitenorden bei und studierte katholische Theologie. Am 24. Juli 1944 empfing er in Enghien (Belgien) die Priesterweihe. Zunächst war er als Französischlehrer in Reims eingesetzt, bis er sich ganz der Musik widmen durfte.
Wenige Jahre nach seiner Priesterweihe begann Duval, Chansons zu schreiben und diese zunächst in Kneipen und Cafés vorzutragen. Schon bald wurde er eingeladen, Konzerte zu geben. Seine Tourneen führten ihn durch ganz Europa: Er gab 3000 Konzerte in 45 Ländern. Sein Konzert in (West-)Berlin hatte 30.000 Besucher; der damalige Bundeskanzler Konrad Adenauer schenkte ihm eine Gitarre als Dank für die Freude, die er jungen Menschen gebracht habe. 1965 durfte Père Duval als erster Priester „hinter dem Eisernen Vorhang“ singen: er gab ein kostenloses Konzert in Warschau. Auch in Amerika konzertierte er.
1956 erschien seine erste Schallplatte. 1961 hatte er bereits mehr als eine Million Platten verkauft. Insgesamt veröffentlichte er 14 Tonträger.
Der Stress der Tourneen und des Komponierens führte ihn in eine Alkoholkrankheit, die schnell eskalierte. Im Februar 1969 machte er einen Suizidversuch, nach seiner Rettung dann eine Alkoholentziehungskur in Versailles. Er kämpfte darum, dass Sucht als Krankheit anerkannt würde. Noch im gleichen Jahr erlitt er einen Rückfall. Nun besuchte er regelmäßig die Treffen der Anonymen Alkoholiker. Um Leidensgenossen zu helfen, diktierte er auf einer langen Autofahrt einen schonungslosen Bericht über seine Sucht, den er kurz vor seinem Tod als Buch herausgab: L’enfant qui jouait avec la lune. Das Buch, das ein Bestseller wurde, gibt als Verfasser nur seinen Vornamen Lucien an; als Untertitel dient die Selbstbeschreibung: „Chanteur, Jésuite, Alcoolique“.
Am 30. April 1984 starb Duval nach einem Konzert in Metz und wurde in Nancy begraben.

## Musikalisches Werk
Seine Chansons trug er selbst vor und begleitete sie mit seiner Gitarre (deshalb in Frankreich „Gitarrist Gottes“ genannt). Georges Brassens schätzte ihn sehr. Père Duval war einer der Wegbereiter des Neuen Geistlichen Liedes. Der katholische Theologe Karl Rahner würdigte Aimé Duvals Dichtungen und Kompositionen als „ein Lied, das neu aus dem Herzen aufsteigt“.

## Ausgewählte Chansontitel
- An die Tür klopft der Herr
- Auf dem Weg
- Einst kommt der Herr zurück
- Ich gehe oft und gern
- O Herr, du mein Freund
- Rue des Longues-Haies
- Die Nacht
- Warum kommst du so spät
- Was ist nur mit meinen Träumen

Einige Chansons wurden posthum auf CD veröffentlicht; 2005 erschien eine CD, auf der Jean-Claude Gianadda seine Lieder singt.

## Buchveröffentlichungen
- Chansons. 13 Lieder in französischer und deutscher Sprache. Nachwort von Karl Rahner. Otto Müller Verlag, Salzburg 1959. (mit Noten)
- Anton Hüren (Hrsg.): Neun neue Lieder, französisch und deutsch. Otto Müller Verlag, Salzburg 1963. (mit Noten)
- Lucien: L’enfant qui jouait avec la lune. Chanteur, Jésuite, Alcoolique. Editions Salvator, Mulhouse 1983, ISBN 2-7067-0089-0.
  - Deutsch unter dem Titel: Warum war die Nacht so lang. Wie ich vom Alkohol loskam. 6. Auflage. Herder, Freiburg 1990, ISBN 3-451-20213-1.